# Shōtarō Ishinomori
Shōtarō Ishinomori (石ノ森 章太郎, Ishinomori Shōtarō) était un dessinateur de manga japonais né Shōtarō Onodera (小野寺 章太郎) le 25 janvier 1938 à Tome dans la préfecture de Miyagi et mort le 28 janvier 1998 à Tokyo, au Japon.
S'inspirant des comics, il devient le créateur des premiers personnages cyborg dans la culture japonaise et participe à l'avènement des super-héros japonais. Il est récompensé du prix du manga Kōdansha et deux fois du prix Shōgakukan. Auteur prolifique, il est inscrit au Livre Guinness des records. Auteur emblématique, il reçoit à titre posthume l'ordre du Soleil levant et le prix culturel Osamu Tezuka pour l'ensemble de son œuvre.

## Biographie
Shōtarō Ishinomori est né le 25 janvier 1938 dans le bourg d'Ishinomori (石森町, Ishinomori-chō) du district de Tome dans la préfecture de Miyagi, au Japon.
Il écrivait initialement jusqu'aux années 1950, son nom d'artiste 石森, qui se lisait intuitivement en japonais, Ishimori. Après s'être confronté à des confusions administratives à Tokyo, il change l'écriture de son pseudonyme en 1984 en 石ノ森, IshiNOmori.
En 1955, il participe à un concours dans Manga Shonen et est remarqué par Osamu Tezuka qui lui demande de devenir son assistant pour travailler sur Astro Boy. Il devient par la suite un des membres principaux du Tokiwa-sō, une désormais célèbre auberge à mangaka, où de grands auteurs se retrouvaient pour "penser" ensemble (il aura pu faire la connaissance d'entre autres, Fujiko Fujio, auteur de Doraemon).
Il est le créateur des fameux Cyborg 009, Skull Man, Kamen Rider, Kikaider (en), Inazuman (en), les deux premières séries Super Sentai (Himitsu Sentai Goranger et JAKQ Dengekitai), ou encore Kaiketsu Zubat (en), Ginga Taisen (connu en France sous le nom de San Ku Kaï), les Metal Heroes et Bishojo Kamen Poitrine (en). La plupart de ces titres sont des séries télévisées tokusatsu, qui remportèrent un énorme succès du moins au Japon. Ishinomori n'hésitera pas à les adapter en manga, puisqu'étant en premier lieu un auteur de manga. C'est alors lui qui enclenche le mouvement du Henshin Boom, l'explosion de séries télévisées portant sur des super-héros à taille humaine pouvant se transformer, un nouveau sous-genre des productions tokusatsu, visant à contrer le genre kyodai hero porté notamment par les séries Ultraman d'Eiji Tsuburaya.
Ses œuvres s'inscrivent majoritairement dans la pensée qui domine la littérature japonaise de la deuxième moitié du XXe siècle : un pays ravagé et brisé par une puissance destructrice, le traumatisme des bombardements atomiques restant très présent dans les mentalités japonaises.
Il meurt le 28 janvier 1998  d'une insuffisance cardiaque[réf. souhaitée].
À titre posthume, il est mentionné comme le créateur original des séries Kamen Rider, certaines séries comme Kiva ou W sont des hommages à sa personne.
Le Musée du manga Ishinomori, ouvert en 2001 à Ishinomaki, est consacré à son œuvre.

## Œuvres

### Manga
- 1954 : Nikyū tenshi (二級天使?)[4],[5].
- 1960 :
  - Otona na Ishinomori (オトナな石ノ森?), recueil d'histoires pour adultes ; 1 volume publié chez Tokuma Shoten[BU 1].
  - Kaiketsu Harimao (快傑ハリマオ?), pré publié dans le magazine Shuukan Shounen Magazine ; 5 volumes publiés chez Kodansha[BU 2].
  - Yūreisen (幽霊船?), pré publié dans le magazine Shonen ; 1 volume chez Kodama Press, republié chez Mushi Pro (1969), Asahi Sonorama (1976) et Media Factory (Bunkoban, 1999)[BU 3].
- 1961 : Mutant Sabu (ミュータントサブ, Myūtanto Sabu?), pré publié dans le magazine Shoujo ; 3 volumes chez Kobunsha[BU 4].
- 1962 : Shounen Doumei (少年同盟?), pré publié dans le magazine Shounen ; 3 volumes chez Mushi Pro[BU 5].
- 1964 :
  - Cyborg 009 (サイボーグ009, Saibōgu 009?), pré publié dans les magazines Weekly Shonen King, Weekly Shonen Magazine, Monthly Bouken-oh, Weekly Shoujo Comic, Shonen Big Comic et Weekly Shonen Sunday ; 15 volumes chez Akita Shoten, republié plusieurs fois et sous différents formats/volumes (36 volumes en 2001 chez Media Factory)[BU 6]. Publié en 2010 chez Glénat dans la collection Vintage en 18 volumes[6].
  - Sarutobi Ecchan (さるとびエッちゃん?), pré publié dans le magazine Margaret ; 5 volumes chez Asahi Sonorama[BU 7].
- 1965 :
  - Android V (ja) (アンドロイドV, Andoroido V?), pré publié dans le magazine Bouken Ou ; 1 volume chez Akita Shoten[BU 8].
  - Bonbon (ボンボン?), pré publié dans le magazine Manga King ; 5 volumes chez Akita Shoten[BU 9].
- 1966 :
  - Akai Tonakai (赤いトナカイ?) ; 1 volume chez Kodama Press[BU 10].
  - Mezzon Z (メゾンＺ?) ; 1 volume chez Asahi Sonorama[BU 11].
  - Kuroi Kaze (黒い風?) ; 1 volume chez Asahi Sonorama[BU 12].
  - Sabu et Ichi (佐武と市捕物控, Sabu to Ichi Torimono Hikae?), pré publié dans les magazines Big Comic et Shuukan Shounen Sunday ; 4 volumes chez Shogakukan, plusieurs republications[BU 13]. Publié en 4 volumes chez Kana (collection Sensei) en 2011[7].
- The Skull Man (スカルマン, Sukaruman?), 1970, one shot
- Kamen Rider (仮面ライダー, Kamen raidā?), 1971 (Isan Manga, 2013)[8]
- Le Voyage de Ryu (リュウの道, Ryū no Michi?), 1969 (Glénat, coll. Vintage, 2011)
- Genshi shōnen Ryū (Nolan en VF) (原始少年リュウ?), 1971
- Yapou, bétail humain (劇画家畜人ヤプー, Kachikujin yapū?), 1971
- Jinsō ningen Kikaider (人造人間キカイダー, Jinsō ningen Kikaidā?), 1972
- Inazuman (イナズマン?), 1973
- Kuzuryū (九頭竜?), 1974 (Kana, coll. Sensei, 2011)
- Himitsu sentai Gorenger gokko (ひみつ戦隊ゴレンジャーごっこ, Himitsu sentai Gorenjā gokko?), 1975, suite en manga de la série Himitsu Sentai Gorenger
- Gilgamesh (ギルガメッシュ, Girugamesshu?), 1976
- Hôtel, 1984
- Manga Nihon keizai nyūmon (マンガ日本経済入門?, « Les Secrets de l'économie japonaise en manga »), 1986
- Manga chōdendō kōza (マンガ超電導講座?, « Cours sur la supraconductivité en manga »), 1988
- Hokusai (北斎?), 1987 (Kana, coll. Sensei, 2010), one shot
- Zelda no densetsu (ゼルダの伝説, Zeruda no densetsu?), 1993, manga tiré du jeu vidéo The Legend of Zelda: A Link to the Past
- Miyamoto Musashi (宮本 武蔵?), 2002 (Kana, coll. Sensei, 2008)

## Adaptation

### Série TV et Film d'animation
- Cyborg 009 :
  - 1966 : Cyborg 009 (サイボーグ００９, Saibōgu 009?) (64 min) de Yūgo Serikawa (芹川有吾?)[ANN 1]. Diffusé au cinéma en France dans l'Éclair-Journal des Actualités Pathé en 1967[9].
  - 1967 : Cyborg 009 kaijū sensō (サイボーグ００９ 怪獣戦争?) (60 min) de Yūgo Serikawa[ANN 2]. Diffusé au cinéma en France dans l'Éclair-Journal des Actualités Pathé en 1968[réf. souhaitée].
  - 1968 : 26 épisodes de Yūgo Serikawa[ANN 3].
  - 1979 : 50 épisodes de Ryousuke Takahashi[ANN 4].
  - 1980 : Cyborg 009 : La Légende des super-galactiques (サイボーグ００９・超銀河伝説, Saibōgu 009 Chō Ginga Densetsu?) (130 min) de Masayuki Akehi[ANN 5].
- Kaizoku Ouji, 1966
- Rainbow Sentai Robin, 1966-67
- Sabu to Ichi Torimono Hikae, 1968-69
- Nolan (原始少年リュウ, Genshi shounen Ryuu?), 1971-72
- Sarutobi Ecchan, 1971-72
- Tonari no Tamageta-kun, 1974-75
- Hyoga Senshi Gaislugger, 1977
- Harmagedon: Genma Wars, 1983
- Chikkun Takkun, 1984
- Kaitei 3-man Mile, Bulles Sous les Mers, 1985
- Hoshi no ko Chobin, Chobin, 1989
- Miracle Giants Domu-kun, 1989-90
- Kamen Rider SD Kaiki?! Kumo Otoko, 1993

Posthume
- Kikaider, 2000-01
- Kikaider 01, 2001
- Kikaider contre Inazuman, 2002
- Genma Taisen - Shinwa Zenya no Shou, Genma Wars - Harmagedon - à l'aube de la légende, 2003
- Gilgamesh, 2003
- Zero Zero Nine One, 2006, 2007
- The Skull Man, 2007

### Live action
- 1971 : Kamen Rider
- 1971 : Suki ! Suki !! Majo Sensei
- 1972 : Henshin Ninja Arashi
- 1972 : Jinzou Ningen Kikaider (en)
- 1973 : Kamen Rider V3
- 1973 : Inazuman (en)
- 1973 : Kikaider 01 (en)
- 1973 : Robo Keiji K (en)
- 1974 : Kamen Rider X
- 1974 : Kamen Rider Amazon
- 1974 : Ganbare!! Robocon (en)
- 1974 : Inazuman Flash (en)
- 1975 : Kamen Rider Stronger
- 1975 : Himitsu Sentai Gorenger
- 1975 : Akumaizer 3 (en)
- 1976 : Choujin Bibyuun
- 1976 : Uchuu Tetsujin Kyodain (en)
- 1977 : JAKQ Dengekitai
- 1977 : Daitetsujin 17 (en)
- 1977 : Kaiketsu Zubat (en)
- 1977 : Robot 110-Ban
- 1977 : Uchuu Kara no Message : Ginga Taisen
- 1979 : Kamen Rider
- 1980 : Kamen Rider Super-1
- 1981 : Robot 8-chan (en)
- 1982 : Uchuu Keiji Gavan
- 1982 : Batten Robomaru (en)
- 1983 : Uchuu Keiji Sharivan
- 1983 : Pettonton (en)
- 1984 : Kamen Rider ZX
- 1984 : Uchuu Keiji Shaider
- 1984 : Dokincho! Nemurin (en)
- 1984 : Seiun Kamen Machine Man
- 1985 : Kyojuu Tokusou Juspion
- 1985 : Katte Ni ! Kamitaman (en)
- 1985 : Kyodai Ken Byclosser (en)
- 1986 : Jikuu Senshi Spielvan
- 1986 : Morimori Bokkun (en)
- 1987 : Choujinki Metalder
- 1987 : Kamen Rider BLACK
- 1987 : Omoikkiri Tanteidan Hardgumi (en)
- 1988 : Sekai Ninja Sen Jiraiya
- 1988 : Kamen Rider BLACK RX
- 1988 : German Tanteidan Maringumi (en)
- 1989 : Kidou Keiji Jiban
- 1989 : Mahou Shoujo Chuuka na Paipai ! (en)
- 1989 : Mahou Shoujo Chuuka na Ipanema ! (en)
- 1990 : Tokkei Winspector
- 1990 : Bishoujo Kamen Poitrine (en)
- 1991 : Tokkyuu Shirei Solbrain (en)
- 1991 : Fushigi Shoujo Nile na Thutmos (en)
- 1992 : Tokusou Exceedraft (en)
- 1992 : Shin Kamen Rider : Prologue
- 1992 : Utau ! Dai Ryuu Guujou (en)
- 1993 : Tokusou Robo Janperson (en)
- 1993 : Kamen Rider SD
- 1993 : Kamen Rider ZO
- 1993 : Yuugen Jikkou Sisters Chouchoutrian (en)
- 1994 : Blue Swat (en)
- 1994 : Kamen Rider J
- 1995 : Juukou B-Fighter
- 1996 : B-Fighter Kabuto (en)
- 1996 : Jinzou Ningen Hakaider (en)
- 1997 : B-Robo Kabutack (en)

Posthume
- 1998 : Tetsuwan Tantei Robotack (en)
- 1999 : Moero!! Robocon (en)
- 1999 : Voicelugger (en)
- 2000 : Kamen Rider Kuuga
- 2001 : Kamen Rider ΑGITΩ
- 2002 : Kamen Rider Ryuki
- 2003 : Kamen Rider 555
- 2004 : Kamen Rider Blade
- 2005 : Kamen Rider Hibiki
- 2005 : Kamen Rider: THE FIRST
- 2006 : Kamen Rider Kabuto
- 2007 : Kamen Rider Den-O
- 2007 : Kamen Rider: THE NEXT
- 2008 : Kamen Rider Kiva
- 2009 : Kamen Rider G
- 2009 : Kamen Rider DCD
- 2009 : Kamen Rider W
- 2010 : Kamen Rider OOO
- 2011 : Kamen Rider Fourze
- 2012 : Kamen Rider Wizard
- 2013 : Kamen Rider Gaim
- 2014 : Kikaider REBOOT (en)
- 2014 : Kamen Rider Drive
- 2015 : Kamen Rider Ghost
- 2016 : Kamen Rider Amazons
- 2016 : Kamen Rider Ex-Aid
- 2017 : Kamen Rider Build
- 2018 : Kamen Rider Zi-O
- 2019 : Kamen Rider 01
- 2020 : Kamen Rider Saber
- 2021 : Kamen Rider Revice
- 2022 : Kamen Rider BLACK SUN
- 2023 : Shin Kamen Rider (en)

## Récompenses

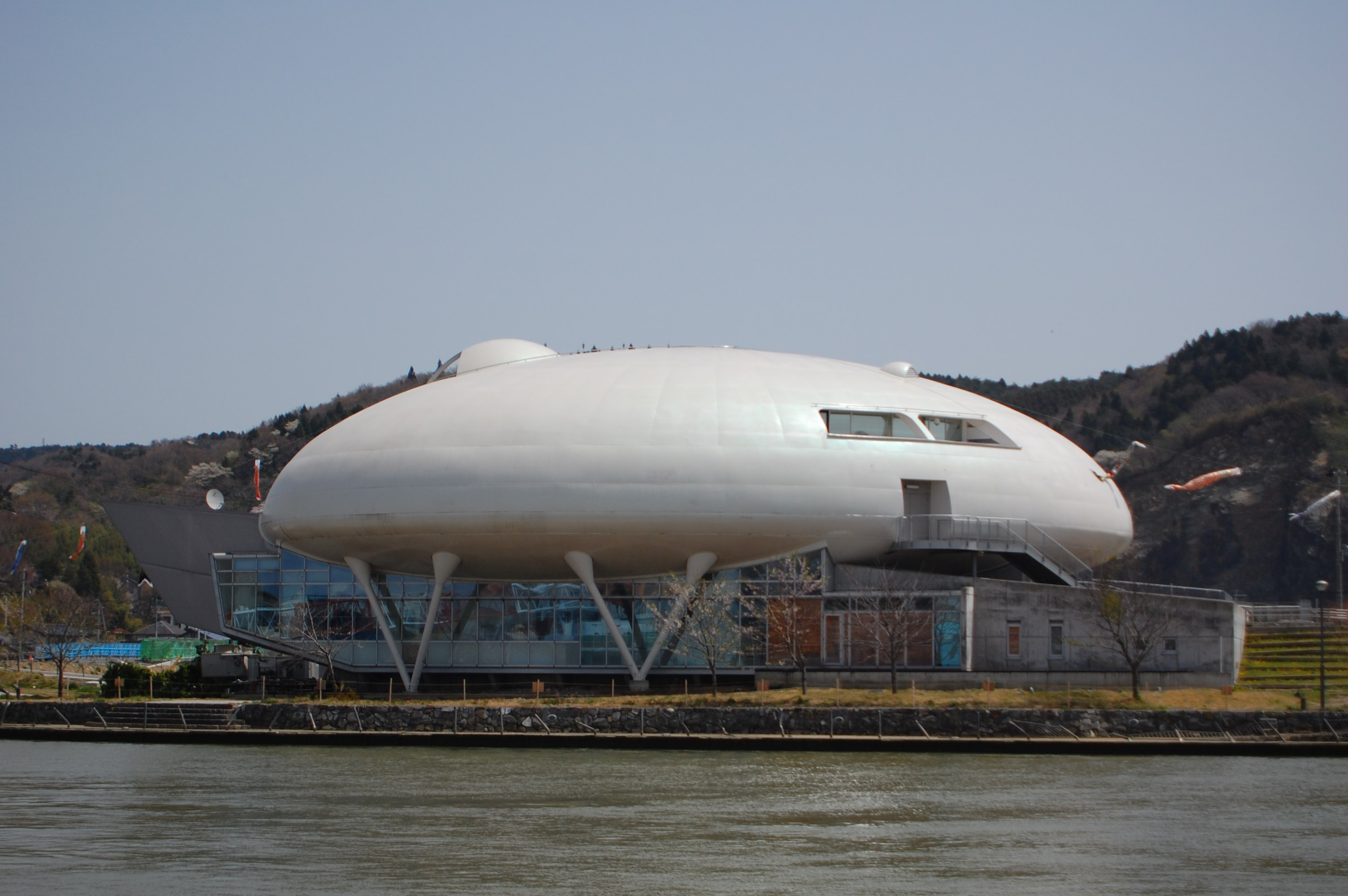
Mangattan Museum (2012) à Ishinomaki (Japon), consacré aux œuvres de Shōtarō Ishinomori

- 1967 : 7e Prix Kōdansha du manga pour enfant pour Mutant Sabu et Cyborg 009.
- 1968 : 13e Prix Shōgakukan pour Sabu to Ichi Torimono Hikae.
- 1988
  - 33e Prix Shōgakukan, catégorie générale pour Hôtel et Manga Nihon keizai nyūmon
  - 17e Grand prix de l'association japonaise des mangaka pour Manga Nihon keizai nyūmon
- 1998
  - Ordre du Soleil levant de quatrième classe
  - 2e Prix culturel Osamu Tezuka : Prix Spécial pour l'ensemble de son œuvre
  - « Grand Prix » de l'Association des auteurs de bande dessinée japonais pour Manga Nihon keizai nyūmon
- 19 juillet 2007 : Record du plus grand nombre de manga publiés par un seul auteur[10],[11].